# Blysmus rufus
Blysmus rufus là một loài thực vật có hoa trong họ Cói. Loài này được (Huds.) Link mô tả khoa học đầu tiên năm 1827.

## Hình ảnh

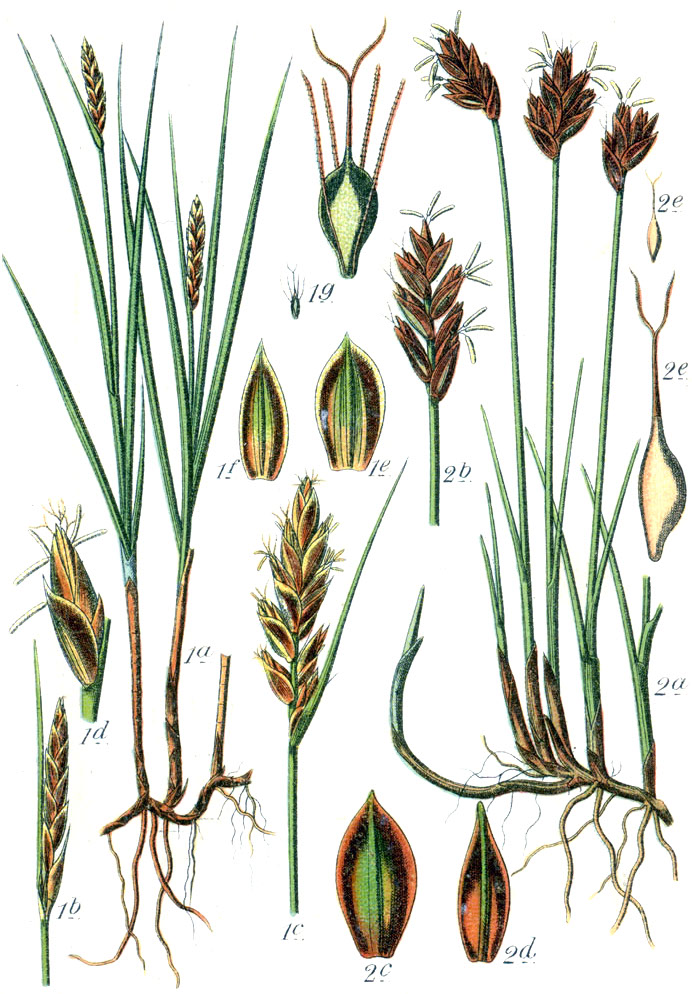
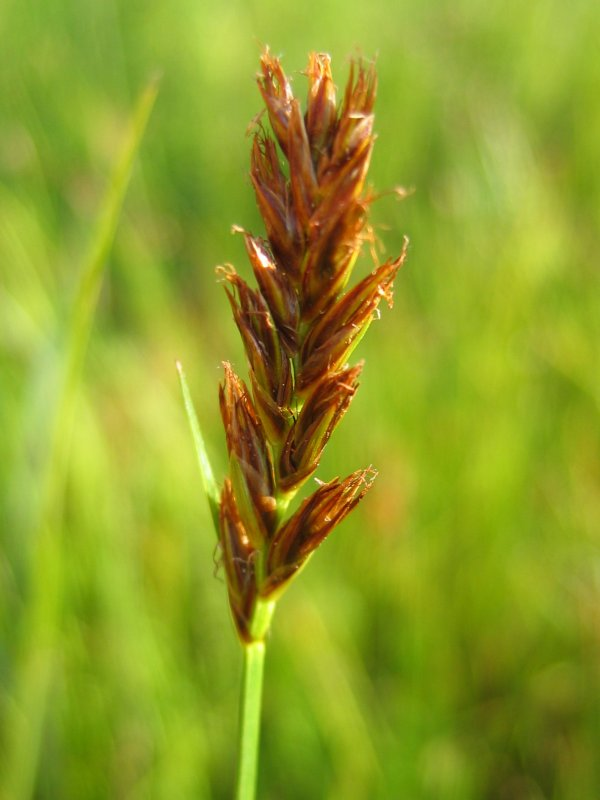